# Circulació enterohepàtica
|  | No s'ha de confondre amb Circulació portal. |

La circulació enterohepàtica (CEH) és un procés de secreció i recaptació dels àcids biliars produïts pel fetge, els quals arriben a l'intestí prim per ajudar a la digestió de greixos i altres substàncies, passant després al sistema portal hepàtic, d'on són parcialment extrets i secretats de nou en la bilis. Determinades alteracions de la CEH afavoreixen la formació de càlculs a la vesícula biliar.